# Westliche Tausend-Buddha-Grotten
Die Westlichen Tausend-Buddha-Grotten (chinesisch 西千佛洞, Pinyin Xīqiānfódòng, englisch Western Thousand Buddha Caves) sind eine Gruppe von Höhlentempeln der Dunhuang-Grotten westlich der Mogao-Grotten. Sie befinden sich ca. 35 Kilometer südwestlich von Dunhuang in der nordwestchinesischen Provinz Gansu an der Straße nach Golmud an der Westseite des Mingsha Shan am westlichen Steilufer des Dang-Flusses (Dang He 党河). Die Ausgrabung der insgesamt 22 Grotten begann in der Zeit der Nördlichen Wei-Dynastie. Die Grotten stammen aus der Zeit der Nördlichen Wei-Dynastie, Westlichen Wei-Dynastie, Nördlichen Zhou-Dynastie, Sui-Dynastie, Tang-Dynastie, der Zeit der Fünf Dynastien und der Song-Dynastie, d. h. ihre Wandmalereien stammen aus dem 4. bis 13. Jahrhundert. Sie ähneln denen der Mogao-Grotten. Nur ein Teil der Grotten ist für Besucher geöffnet. In der 5. Grotte befindet sich eine Inschrift mit einem Gelöbnistext aus der Zeit der Nördlichen Wei-Dynastie, von dem mehr als 70 Zeichen identifiziert werden konnten.
Die Westlichen Tausend-Buddha-Grotten stehen seit 1961 zusammen mit den Mogao-Grotten auf der Liste der Denkmäler der Volksrepublik China (1-35). Sie werden vom Dunhuanger Forschungsinstitut für Kulturdenkmäler verwaltet.